# 2022년 미초아칸 지진
2022년 미초아칸 지진은 2022년 9월 19일 13시 5분(현지 시각)에 멕시코 미초아칸주와 콜리마주 경계 지역에서 발생한 모멘트 규모 Mw7.6~7.7의 지진이다. 지진의 진원 깊이는 26.9 km이며 수정 메르칼리 진도 계급 기준 최대진도 VIII를 관측했다. 미국 지질조사국(USGS)은 진앙을 아킬라 서남쪽 35 km 지점(코알코만데바스케스파야레스 마을 인근)이라고 발표했다. 여러 주에 피해가 발생해 2명이 사망하고 35명이 부상을 입었다. 9월 22일에는 규모 M6.8의 여진이 발생해 3명이 추가로 사망했다.
이 지진은 공교롭게도 약 1만명이 사망한 1985년 멕시코시티 지진의 37주년이자 푸에블라주를 강타해 370명이 사망한 2017년 푸에블라 지진의 5주년에 발생했다. 지진이 발생하기 1시간 정도 전인 정오에는 멕시코에서 전국적인 지진 대피 훈련이 실시되었다.

## 지질학적 환경
이번 지진은 멕시코 중부 해안 근처의 활단층대에서 발생한 천발지진이다. 지진이 일어난 지역은 동북쪽으로는 북아메리카판, 서북쪽으로는 리베라판, 남쪽으로는 코코스판 등 3개 지각판이 서로 만나는 삼중합점 근처에서 발생했다. 리베라판과 코코스판 둘 다 북아메리카판 아래로 섭입하고 있다. 섭입 속도가 느린 리베라판은 북아메리카판과 비교해 연간 서북쪽으로 2 cm 속도로 섭입하고 있으며, 그보다 빠른 코코스판은 비슷한 방향으로 연간 4.5 cm의 속도로 섭입한다.
멕시코에는 이번 본진의 진앙 인근에서 몇 차례 대지진이 발생했다. 1932년에는 2022년 지진의 진앙 바로 서북쪽에서 규모 M8.1의 지진이 발생했다. 2003년 1월 21일에는 인근에서 규모 M7.6의 지진이 발생해 29명이 사망했다. 1995년 10월 9일에는 2022년 지진의 진앙 서쪽에서 규모 M8.0의 지진이 발생해 49명이 사망하고 1천명 이상이 이재민이 되었다. 이 지역에서 발생한 가장 큰 피해를 입힌 지진은 2022년 지진이 일어나기 정확히 35년 전 미초아칸주에서 발생한 지진이다. 규모 M8.0의 지진으로 수천명이 사망하고 3만명 이상이 부상을 입었으며 10만명이 집을 잃었다.

## 지진
이번 지진은 코코스판과 북아메리카판의 경계에 있는 충상단층에서 발생했다. 이 지진은 1985년, 1995년, 2003년 발생한 지진과 거의 비슷한 시기에 발생했다. 미국 지질조사국은 이 정도 규모의 지진이 보통 90 km x 40 km 면적의 단층 파열로 일어난다고 설명했다. 대부분의 단층 미끄러짐은 해안보다는 육지 바로 아래에 집중되었으며 최대 미끄러진 폭은 1.2 m이다. 섭입 경계면은 섭입대를 따라 10~20 km 깊이로 약 80 km 길이 단층이 파열되었다. 이 단층 파열로 최대 2.9 m의 단층 미끄러짐이 발생했는데 파열 면적은 1973년 있었던 규모 M7.6 지진과 파열 시간, 폭까지 거의 비슷하다.

## 쓰나미
지진 이후 만사니요 해안가에 최대 0.95 m 높이의 지진해일이 관측되었다. 만사니요 인근의 석호에서 최대 1.24 m 높이의 쓰나미가 덮쳐 바예데라스가르사스 해안 지역을 침수시켰다. 진원 인근에서는 멕시코 국립기상청이 최대 1.75 m의 해일을 기록했고 아카풀코에서는 최대 0.635 m의 쓰나미를 관측했다. 게레로주 시우아타네호에서는 32 cm의 쓰나미를 관측했다. 시우아테나호의 라스살리나스 석호에서 해수면 변동이 관측되었다. 에콰도르의 갈라파고스 제도에서 최대 12 cm의 쓰나미를 관측했다.
진원에서 약 2,400 km 떨어진 미국 데스 밸리 국립공원의 악마의 구멍(Devils Hole)에서 최대 1.2 m에 이르는 높이의 세이시가 발생했다.

## 피해

### 콜리마주
지진으로 콜리마주에서 2명이 사망하고 9명이 부상을 입었다. 10개 지자체에서 주택 2,790채, 건물 20채, 사원 2곳, 의료시설 7곳이 피해를 입었다. 다리 5개와 도로 8곳이 파괴되었다. 만사니요에서는 울타리 붕괴로 1명이 사망했고 산사태도 일어났다. 도심에 있는 포인트 플라자바히아 쇼핑몰에서는 체육관 일부가 붕괴되어 1명이 사망했다. 진앙에서 가까운 테코만과 코말라 마을에서는 통신이 일시적으로 끊겼다. 테코만에서는 가스 폭발 사고가 발생해 어린이 2명을 포함한 4명이 부상을 입었다.

### 미초아칸주
코알코만, 치니쿠일라, 코아우아야나, 아킬라에서 주택 3,161채와 학교 89채가 피해를 입었고 이 중 200채 이상이 붕괴되었다. 가장 큰 피해는 코아우아야나 도시에서 발생했는데 주택 1,143채가 피해를 입었고 이 중 398채가 거의 붕괴되었다. 21개 병원에 피해가 있었으나 2개 병원에만 긴급 대피령의 내릴 정도의 피해가 발생했다. 8개 교회에서도 건물이 피해를 입었다. 여러 다리와 통신망도 지진 영향을 받았다. 도로 한 곳은 지진으로 갈라졌다. 또한 코아우아야나에서 가스 폭발 사고가 발생해 1명이 부상을 입는 등 총 26명이 부상을 입었다.

### 할리스코주
과달라하라에서는 엘리베이터 사고로 한 남성이 팔꿈치 부분의 팔이 절단되는 사고가 발생했다. 지진으로 시내 중심부의 산아구스틴과 라메르세드 사원에서즌 지진으로 잔해가 떨어지는 사고가 발생했다. 푸에르토바야르타에서는 건물에서 천장이나 창문이 떨어졌고, 일부 아파트는 슬래브나 보, 1층 사이 균열도 발생했다. 톨리만에서는 주택 최소 8채가 붕괴되었다.

### 나야리트주
나야리트주의 주도인 테픽에서는 테픽 대성당의 양쪽 첨탑이 모두 손상되어 파편이 떨어졌다. 비야스데아라나 마을에서는 여러 주택과 병원이 피해를 입었다. 익스틀란델리오에서는 초등학교 울타리와 은행 건물이 피해를 입었다. 바이아데반데라스에서는 상점이 파손되고 물건이 떨어지는 피해가 발생했다. 콤포스텔라에서는 버려진 학교가 금이 갔다. 산블라스에서는 1명은 오토바이 사고로, 1명이 낙상을 입어 총 2명이 부상을 입었다.

### 멕시코시티
멕시코시티에서는 건물이 흔들리고 최소 건물 97곳이 경미하거나 중간 정도의 피해를 입었는데 이들 대부분은 이전에 지진으로 피해를 입었던 건물이다. 멕시코시티 내 76개 학교가 피해를 입었다. 이 중 한 학교는 큰 피해를 입어 휴교령이 내려졌다.

### 기타 지역
위에서 피해가 확인된 지역 외에도 아과스칼리엔테스주, 과나후아토주, 게레로주, 이달고주, 멕시코주, 모렐로스주, 오아하카주, 푸에블라주, 케레타로주, 틀락스칼라주, 사카테카스주 일부 지역에서 강하게 느껴졌다.

## 여진
본진 이후 총 2천차례 이상의 여진이 관측되었다. 9월 20일 오전 2시 17분에는 깊이 54.5 km 지점에서 규모 M5.8의 여진이 일어났는데 단층면해 조사 결과 동남-서북 주향으로 서남 방향 경사면을 가진, 혹은 서북-동남 주향으로 동북쪽 방향 경사면을 가진 정단층형 지진으로 파악되었다.
9월 22일에는 오전 1시 16분 규모 M6.8의 지진이 일어났는데 진원 깊이는 20.7 km이다. 이 지진으로 멕시코시티를 포함한 여러 지역에서 정전이 발생했으며 1명은 계단에서 떨어져서, 1명이 심장마비로 총 2명이 사망했다. 도시 내에 건물 최소 22채가 피해를 입었으며 이 중 1채는 반파되었다. 또한 흔들림으로 우루아판에서도 건물 1채 이상이 파손되었다. 콜리마주에서는 가스 폭발 사고로 5개월 영아가 사망했다. 또한 가스 폭발로 발생한 부상자 2명을 포함해 총 5명이 부상을 입었다. 멕시코주의 메테펙에서는 학교 건물 최소 4채가 피해를 입었다.

## 같이 보기
- 2022년 지진
- 멕시코의 지진 목록
- 1973년 콜리마 지진